# Вэгэит (графство)
Графство Вэгэит (англ. Wagait Shire) — район местного самоуправления Северной территории, Австралия. До 1 июля 2008 года был Cox Peninsula Community Government Council. Совет был создан 28 апреля 1995 года. Располагается к западу от Дарвина, в 138 км. Совет получил своё название от предыдущего Cox Peninsula. Графство было названо в честь Матхея Дивина Кокса, первого скотовода в Северной территории, который выкупил полуостров в 1869 году, сразу после постройки Дарвина. Сегодняшнее название графства происходит от посёлка Вэгэит Бич.

## Города
- Вэгэит Бич
- Мандорах